# Tak Imaging
 (décembre 2020).
Si vous disposez d'ouvrages ou d'articles de référence ou si vous connaissez des sites web de qualité traitant du thème abordé ici, merci de compléter l'article en donnant les références utiles à sa vérifiabilité et en les liant à la section « Notes et références ».
Créé en 1991, Tak'Asic (renommée « Tak Imaging » au début de l'année 2005) est un des principaux fournisseurs de solutions de traitement de l'image fixe pour le marché de l'image numérique incluant les copieurs, les imprimantes, les MFPs, les scanners, les fax et les serveurs de réseau. Basée à Paris et à San Mateo, la société offre aux marchés américains, asiatiques et européens des produits de haute performance. La société vend aux États-Unis, en Asie et en Europe.
La société a basculé son siège aux états unis et la filiale française a été liquidée au mois de juin 2007.[réf. nécessaire]